# Together (banda)
Together fue un grupo francés de música electrónica formado por los productores Thomas Bangalter y DJ Falcon. 

## Historia
DJ Falcon era amigo de la infancia de Pedro Winter (ex-mánager de Daft Punk) , quién le presentó a Bangalter en 1997. Ellos se hicieron muy amigos. De hecho, Falcon publicó su primer EP en la discográfica de Bangalter en 1999. Meses después, DJ Falcon mostró a Thomas una demo que había hecho llamada "Together". A Thomas le encantó la demo, y le propuso producirla junto a él. Así nació el grupo Together, el cual sólo publicó dos temas a lo largo de su historia: "Together" y "So Much Love To Give".
Together durante 2002 y 2003 reproducía una pista sin nombre en sus presentaciones en vivo. Para el álbum Random Access Memories de Daft Punk, tal boceto se trabajó para finalmente dar a conocer Contact. Se contó con DJ Falcon para tal fin.
También llegaron a producir un tema, "Call On Me", el cual nunca llegarían a publicar.

## Discografía
- 2000

Together
- 2002

So Much Love To Give

## Curiosidades
- El tema "Together" se grabó entre el 2 y el 3 de enero del año 2000, los días en que los miembros del grupo cumplen años. La idea se le ocurrió a Thomas Bangalter al percatarse de que entre su cumpleaños y el de Falcon solo había un día de diferencia.
- El grupo hizo un tercer tema llamado Call On Me, el cual nunca publicaron. No obstante, lo usaron durante sus sesiones en vivo, y este tema fue supuestamente plagiado por Eric Prydz años más tarde.
- Daft Punk usó el tema "Together" en su gira Alive 2007, mezclado con  Human After All, One More Time, Music Sounds Better With You, Aerodynamic, y el remix de "The Prime Time of Your Life" de Para One.

- Datos: Q5766366